# Juhani Arajärvi
Juhani Arajärvi (hed indtil 1906 Alin), (25. juni 1867 i Urdiala – 13. november 1941 i Helsinki) var en finsk bankmand, politiker og minister.
Arajärvi var medlem af den finske stænderforsamlings borgergruppe 1904-1905. Han var også medlem af det såkaldte selvstændighedssenat (regering) i 1917 og var medlem af Vaasasenatet sammen med bl.a. Eero Yrjö Pehkonen, Heikki Renvall og Alexander Frey. Han var chef for finansområdet og kommunikationsområdet. Arajärvi holdt weekend med sin familie i Tampere da den finske borgerkrig brød ud. Da han skulle rejse tilbage til Helsinki fik han på jernbanestationen at vide, at de røde havde udstedt ordre om at han skulle arresteres. Skjult af præster og bønder lykkedes det Arajärvi at komme til Alavo hvorfra han tog med tog til Vaasa, hvortil han ankom den 1. februar om aftenen.
Han arbejdede som kontorchef i Kansallis-Osake-Pankki i Kotka 1903-16 og i Tampere 1906-18 og var senere medlem af bankens bestyrelse indtil 1939. Han var også landmand i Vichtis.
Arajärvi var gift med Sofie Fredrique Charpentier, datter af kaptajn Carl Axel Theodor Charpentier og Marie Constance Forstén.
1. ↑  Navnet er anført på engelsk og stammer fra Wikidata hvor navnet endnu ikke findes på dansk.
2. ↑  Navnet er anført på svensk og stammer fra Wikidata hvor navnet endnu ikke findes på dansk.